# Piaskowiec ciężkowicki
Piaskowiec ciężkowicki – piaskowiec występujący w okolicach Ciężkowic w województwie małopolskim, w powiecie tarnowskim o wieku ponad 30 mln lat.

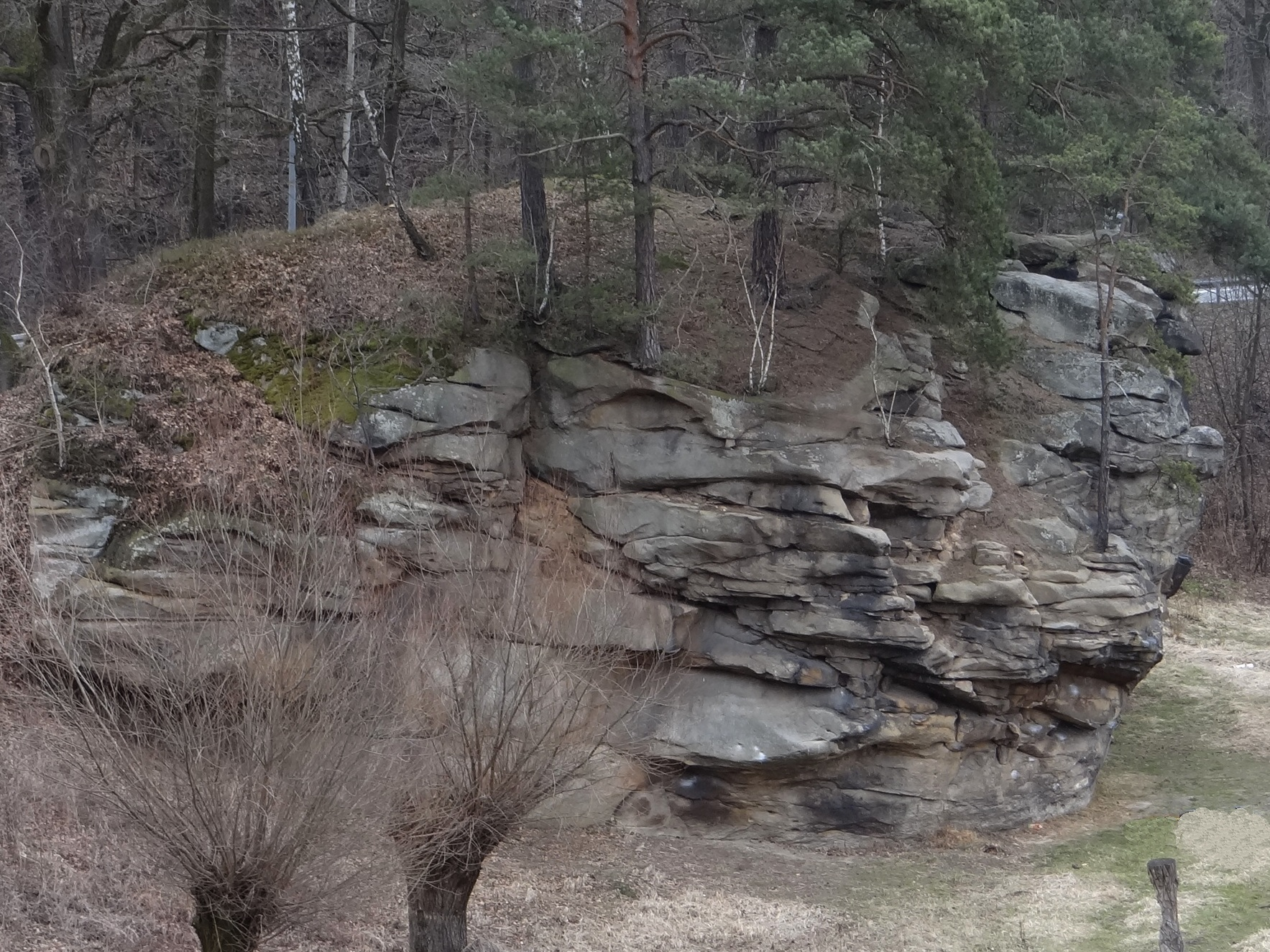
Skała Czarownica

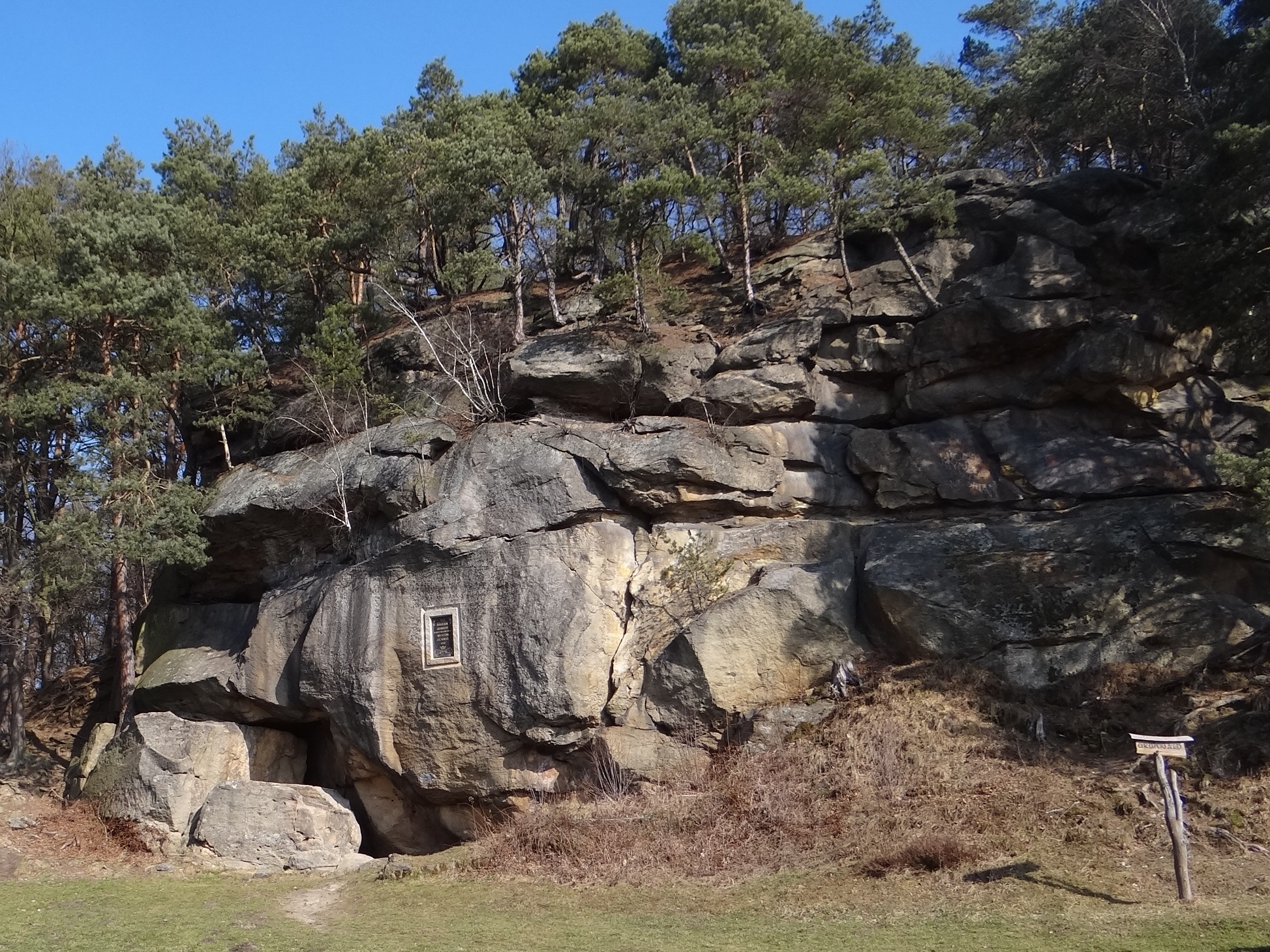
Skała Grunwald

Powstawał w okresie od górnego paleocenu po dolny eocen w wyniku grawitacyjnych przepływów osadów na dnie Oceanu Tetydy. Charakteryzuje się gruboziarnistymi, głębinowymi osadami. Charakterystyka przepływów była pośrednia między przepływami ziaren, przepływami fluidalnymi, przepływami gruzu i zawiesin o wysokiej gęstości. Część materiału klastycznego była transportowana również przez turbulentne prądy trakcyjne. Zasadnicza część materiału została zdeponowana w kanałach prądowych, a tylko bardzo mała część materiału klastycznego została osadzona poza kanałami.